# Diligència deguda en l'abordatge de les violències masclistes
La diligència deguda en l'àmbit de les violències masclistes és l'obligació dels poders públics a adoptar les mesures legislatives i de qualsevol altre ordre per actuar amb l’agilitat i eficiència necessàries i assegurar-se que les autoritats, el personal, els agents, les entitats públiques i els altres actors que actuen en nom d'aquests poders públics es comportaran d’acord amb aquesta obligació, de cara a prevenir, investigar, perseguir, castigar i reparar adequadament els actes de violència masclista i protegir-ne les víctimes
Amb aquesta idea que descriu la llei 17/2020 i que desplega el Protocol marc per una intervenció amb diligència deguda en situacions de violències masclistes es pretén desplegar l'estàndard de conducta a les institucions i als actors públics en l'àmbit català.
Així doncs, la manca de diligència deguda en l'abordatge de les violències masclistes pot constituir una manifestació de violència institucional definida també a la llei catalana
| « | La manca de diligència deguda, quantitativa i qualitativa en l’abordatge de la violència masclista, si és coneguda o promoguda per les administracions o esdevé un patró de discriminació reiterat i estructural, constitueix una manifestació de violència institucional. | » |
| — Llei 17/2020, del 22 de desembre, de modificació de la Llei 5/2008, del dret de les dones a erradicar la violència masclista. | |   |

Es fa palesa la necessitat d'aquest estàndard d'intervenció per tal que la pròpia Administració pugui ser garant del drets de les dones i llurs fills i filles i no esdevingui un factor més de violència envers aquestes.

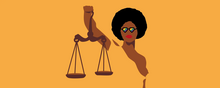

Afirmar que les institucions públiques poden practicar violència és un reconeixement que l’Estat i els poders públics institucionals, formen part de l'estructura del sistema patriarcal i que poden exercir violència masclista.
La diligència deguda en l'abordatge de les violències masclistes cerca la detecció de possibles obstacles a l'accés de la justícia o a d'altres sistemes de protecció públics, el reconeixement de supòsits de revictimització i a determinar els tipus de responsabilitat de les institucions públiques i dels seus agents pel que fa a la prevenció, erradicació i reparació d’aquesta violència.

## Protocol marc per a una intervenció amb diligència deguda en situacions de violències masclistes[5]
El Protocol marc per a una intervenció amb diligència deguda en situacions de violències masclistes és un instrument institucional per la lluita contra la violència masclista a Catalunya. Aprovat per la Generalitat el 2022 i revisat el febrer del 2024, té com a objectiu establir un marc comú d'actuació per a tots els agents implicats en la detecció, atenció, protecció i reparació de les dones, infants i adolescents víctimes d'aquest tipus de violència.
Els principis rectors del Protocol marc són:
- Enfocament centrat en la víctima: El protocol posa les dones, infants i adolescents al centre, reconeixent-los com a subjectes de drets i promovent la seva autonomia i capacitat d'actuació.
- Diligencia deguda: Es defineix com l'obligació de les administracions públiques d'actuar de manera proactiva
- Intervenció integral: Es contempla una atenció a les víctimes que abasta diversos àmbits: social, jurídic, psicològic i sanitari.
- Coordinació i treball en xarxa: Es promou la col·laboració entre tots els agents implicats per a garantir una resposta eficaç i coherent a les necessitats de les víctimes.

Algunes de les mesures clau que estableix el Protocol marc són:
- Identificació de les situacions de violència masclista: S'estableixen indicadors i protocols per a la detecció precoç d'aquest tipus de violència en els diversos àmbits: sanitari, educatiu, judicial, etc.
- Valoració del risc: Es defineixen eines per a valorar el risc que corre la víctima de patir agressions greus o de ser assassinada, i en base a aquesta valoració s'adopten les mesures de protecció pertinents.
- Atenció a les víctimes: Es garanteix l'accés a un servei d'atenció integral que inclogui suport psicològic, assessorament jurídic, acompanyament social i atenció mèdica.
- Protecció de les víctimes: Es preveuen mesures de protecció com ara ordres d'allunyament, acompanyament policial, reubicació de la víctima, etc.
- Persecució dels agressors: Es garanteix la investigació i persecució penal dels agressors, així com l'execució de les penes i mesures judicials imposades.

## El Moviment feminista com a palanca de la diligència deguda.[6][7][8][9]
El moviment feminista ha estat un actor clau en l'impuls de la diligència deguda com a eina per a lluitar contra la violència masclista, tant a Catalunya com a la resta de l'Estat Espanyol.
A través de diverses estratègies de lluita, les feministes han contribuït a visibilitzar les violències masclistes trencant el silenci i posant la qüestió a l'agenda pública, amb campanyes de visibilització o amb manifestacions per exigir un canvi social a través de la capacitat d'acció col·lectiva de les dones.

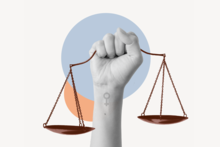

També ha estat clau, donar un altaveu a les dones víctimes per desmitificar la violència i desafiar la seva culpabilització.
El moviment feminista ha pressionat els governs per a què implementin la diligència deguda a través de polítiques públiquesque abordin la violència masclista de manera integral, des de la prevenció fins a l'atenció a les víctimes i la protecció dels seus drets.
Dins el propi moviment feminista trobem plantejaments que critica la perspectiva punitivista del dret, per manca d'eficàcia en l'erradicació de les violències masclistes i que no dóna prou resposta a les necessitats de les víctimes, i reclama posar en el centre  les dones mitjançant la recerca de justícia, reparació i la garantia de no repetició.

## Pressió internacional: la CEDAW
La violència masclista és un xacra que afecta la comunitat internacional en el seu conjunt.
Segons l'ONU Dones, entre el 35% i el 70% de les dones del mon han patit violència sexual i/o física a la seva vida. A la Unió Europea el 43% de les dones.
Als voltants del 1999, en el marc de les Nacions Unides, a la Convenció sobre l'eliminació de totes les formes de discriminació contra la dona -CEDAW- s'elaborà un protocol per la supervisió del Dret dels estats i la recepció de denúncies per violació dels drets reconeguts al tractat.
A la recomanació General núm. 19 (1992) actualitzada posteriorment per la núm. 35 (2017), s'identifiquen les violències masclistes com una discriminació per raó de gènere, i adverteix als estats que els pot atribuir responsabilitats per omissió en l'adopció de les mesures necessàries per impedir la violació dels drets reconeguts a la Convenció en les tasques d'investigació, prevenció i sanció dels actes de violència.

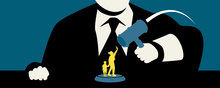
Violència institucional

Així mateix es realitzen un seguit de recomanacions en el pla legislatiu, executiu i judicial. Aquest protocol és considerat el full de ruta per assolir la diligència deguda en l’abordatge de les violències masclistes a nivell internacional.
En l'àmbit europeu les sentències del Tribunal Europeu dels Drets Humans (TEDH) van inspirar el redactat del Conveni del Consell d’Europa sobre prevenció i lluita contra la violència contra la dona del 2011 , Conveni d’Istanbul, que en el seu article 5 estableix l’obligació de diligència deguda per 
| «                           | prevenir, investigar, castigar i aconseguir una indemnització pels actes de violència inclosos a l’àmbit d’aplicació del present conveni comesos per actors no estatals” i “per a protegir a totes les víctimes contra qualsevol nou acte de violència. | » |
| — Art. 5 Conveni d'Istambul | |   |

## Cas d'Ángela González Carreño. Violència institucional i manca de diligència deguda.
És conegut el cas de Ángela Gonzalez Carreño per ser un cas dels més punyent de violència institucional per les terribles conseqüències, per duració de la violència al llarg del temps, per la manca de diligència deguda de les administracions implicades i per la conceptualització de la violència institucional i vicaria. Va ser la primera sentència emesa per la CEDAW contra l'Estat Espanyol on es determinà que aquest país havia vulnerat els drets de l'Ángela i la seva filla assassinada, Andrea, per manca de diligència deguda.
Durant onze anys Ángela va estar patint violència masclista per part dels seu marit Felipe Rascón.
El 3 de setembre de 1999 Felipe Rascón va posar un ganivet a la panxa de l'Ángela davant la mirada de la seva filla de tres anys, i l'Ángela va decidir escapar amb la seva filla.
El 24 d'abril del 2003 Rascón va matar a la filla i es va suïcidar després.
En els darrers anys, l'Ángela havia interposat 47 denúncies contra ell a diferents jutjats i comissaries, sol·licitava reiteradament ordres de protecció i allunyament per ella i la seva filla.
Només una, el 24 d'abril del 2000, es va fer efectiva però Rascón la va recórrer i el jutjat la va deixar sense efecte la protecció.
Ángela va recórrer la decisió judicial eludint l'interès superior del menor, però el 17 de juny el jutjat va ratificar la sentència a favor del pare perquè es creia que impedia el règim de visites i podia perjudicar les relacions paternofilials.
Les visites se supervisaven des d'un centre de serveis socials, Ángela portava a la filla i el pare la recollia però aquell dia a la hora acordada no va aparèixer. Hores més tard la Guàrdia Civil descobria els cossos de la filla assassinada i el pare que s'havia suïcidat, després de matar la filla.
Els informes de serveis socials on s'alertava de les conductes agressives i on es descrivia que la nena no volia estar amb el seu pare i que les visites eren perjudicials per la meno no va ser tinguts en compter.
La Sra. Ángela González Carreño va presesentar el seu cas davant de la CEDAW al·legant que les accions de les autoritats policials, administratives i judicials constituïen una violació del dret de la seva filla i seu, a ser protegides per motius de gènere.
Al 2014, el Comitè CEDAW va concloure que l'Estat espanyol havia violat els drets humans en virtut de la Convenció sobre la eliminació de totes les formes de discriminació contra la dona.
Entre altres coses, la CEDAWva recomanar a Espanya que pagués una indemnització a la Ángela González Carreño i que adoptés mesures perquè els actes de violència masclista en el passat es tinguessin en compte al determinar els drets de custodia i visita dels infants.
La Sra. Ángela Gonzalez Carreño es va veure obligada a portar el cas als tribunals espanyols per fer complir la recomanació del Comitè, fins a arribar al Tribuna Suprem.
Finalment, aquest va reconèixer la violació dels seus drets per part de l'Estat espanyol, ordenant al govern el pagament de 600.000 euros en concepte d'indemnització pels danys morals oferts.

## Avenços i reptes
Segons es pot llegir a Violència Institucional en el marc dels drets sexuals i reproductius. Eina de diagnosi de compliment de la diligència deguda s'han fet progressos significatius en l'abordatge de les violències masclistes i en la implementació de la diligència deguda com a estàndard de qualitat en territori català amb l'elaboració de lleis específiques, i la creació del Protocol marc.
El desplegament institucional ha tingut una efectivitat tènue i és possible que aquesta debilitat sigui deguda al fet que la diligència deguda és d'obligació genèrica però no s'ha traduït en el ressorgiment d’un marc o sistema d’obligacions concretes i, per tant, la concreció a la realitat és feble i complexe.
Alguns dels reptes més importants inclouen:
- Millorar els recursos econòmics per fer treball preventiu i coordinat en diferents àmbits: social, educatiu, judicials. La implementació de polítiques públiques eficaces contra la violència masclista requereix d'una inversió significativa de recursos.
- Falta de coordinació: La fragmentació dels departament i dels serveis i la manca de coordinació entre els diferents actors implicats dificulten l'atenció integral a les víctimes.
- Persistència dels estereotips masclistes.